# بيت بو سند (مسرحية)
بيت بو سند هي مسرحية كويتية عرضت في عام 2021 في الإمارات.

## قصة المسرحية
عندما يعترض رجل ميسور الحال لحادث يفقد على إثره ذاكرته يجد نفسه وسط مواقف مضحكه لا تنتهي بينما يحاول أفراد عائلته استغلال الموقف.

## البطولة
- طارق العلي بدور «بو سند»
- خالد العجيرب بدور «عاشق»
- شهاب حاجيه بدور «جمال»
- أحمد التمار بدور «سند»
- فيصل السعد بدور «نبيل»
- سعود الشويعي بدور «ام عاشق»
- رانيا شهاب بدور «نوال»
- سعاد الحسيني بدور «مريم»
- عبد الله البصيري بدور «احمد»
- منال الجارالله بدور «رقية»